# Nigâr Hanımová
Nigâr Hanımová, nepřechýleně Nigâr Hanım (1856  – 1. května 1918) byla turecká básnířka, spisovatelka a překladatelka. 

## Životopis
Narodila se v Istanbulu jako dcera Macara Osmana Pashy, šlechtice maďarského původu, který emigroval po maďarském povstání v roce 1848. Vystudovala francouzskou školu v Kadıköy. Již v raném věku uměla hrát na klavír a ovládala osm jazyků. Ve čtrnácti letech se vdala, ale po několika letech se rozvedla.
Její první svazek básní s názvem Efsûs byl vydán v roce 1877. Při psaní básní ji ovlivnili díla Recaizada Mahmuta Ekrema. Kromě poezie psala také prózu a překládala texty. 
Kromě psaní básní měla velký vliv na společnost a na vnímání žen. Ačkoli ji nelze označit za feministku, její názory na roli žen předběhly dobu, v níž žila.
Ke konci života se společnosti spíše vyhýbala a žila o samotě. Zemřela 1. května roku 1918.

## Dílo (básně)
- Efsûs I (1877)
- Efsûs II (1891)
- Nîram (1896)
- Aks-i Seda (1900)
- Elhan-i Vatan (1916)